# Kosmiczne przygody Jennifer
Kosmiczne przygody Jennifer (ang. The Glass Bottom Boat) – amerykańska komedia romantyczna z 1966 roku.

## Treść
Jennifer Nelson, atrakcyjna młoda wdowa, przypadkiem poznaje wpływowego Bruce'a Templetona, który zaplątuje się w jej kostium syreny. Zauroczony Jennifer Bruce zatrudnia ją, w swoim laboratorium badań kosmicznym. Próbuje równocześnie zdobyć jej serce. Jego przyjaciel generał Wallace Bleeker nabiera podejrzeń, że Jennifer jest rosyjskim szpiegiem i poddaje ją wnikliwej inwigilacji. 

## Obsada
- Doris Day - Jennifer Nelson
- Rod Taylor - Bruce Templeton
- Arthur Godfrey - Axel Nordstrom
- John McGiver - Ralph Goodwin
- Paul Lynde - Homer Cripps
- Edward Andrews - generał Wallace Bleecker
- Eric Fleming - Edgar Hill
- Dom DeLuise - Julius Pritter
- Elisabeth Fraser - Nina Bailey
- Dick Martin - Zack Molloy
- George Tobias - Norman Fenimore
- Alice Pearce - Mabel Fenimore
- Ellen Corby - Anna Miller